# Stefan Słoński
Stefan Słoński (ur. 12 maja 1912, zm. 8 grudnia 1976 w Poznaniu) – polski architekt i urbanista.

## Życiorys
Od 1937 pracownik Wydziału Planowania Miasta Stołecznego Warszawy. W 1944 ukończył studia na Wydziale Architektury Politechniki Warszawskiej. Od 1945 do 1946 w biurze projektowym łódzkiego Komitetu Odbudowy Bałut. W 1946 przeprowadził się do Poznania, gdzie zatrudniono go w Poznańskiej Dyrekcji Odbudowy. Od 1949 w Miastoprojekcie. Od 1948 do 1952 asystent w Katedrze Projektowania Budownictwa Mieszkaniowego Wydziału Architektury Szkoły Inżynierskiej w Poznaniu. W latach: 1957-1958, 1969-1971 i 1973-1976 wiceprezes poznańskiego oddziału SARP. Odznaczony w 1969 Krzyżem Kawalerskim Orderu Odrodzenia Polski. Został pochowany na Cmentarzu Junikowo w Poznaniu.

## Dzieła

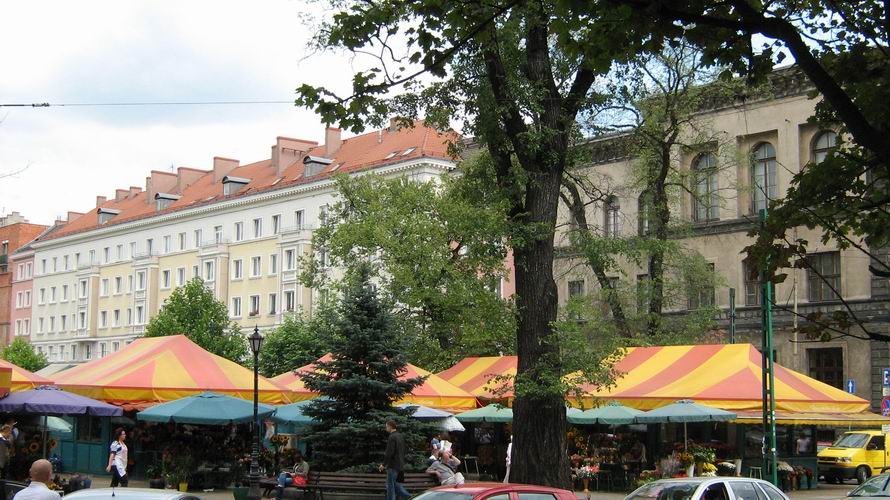
Plac Wielkopolski w Poznaniu

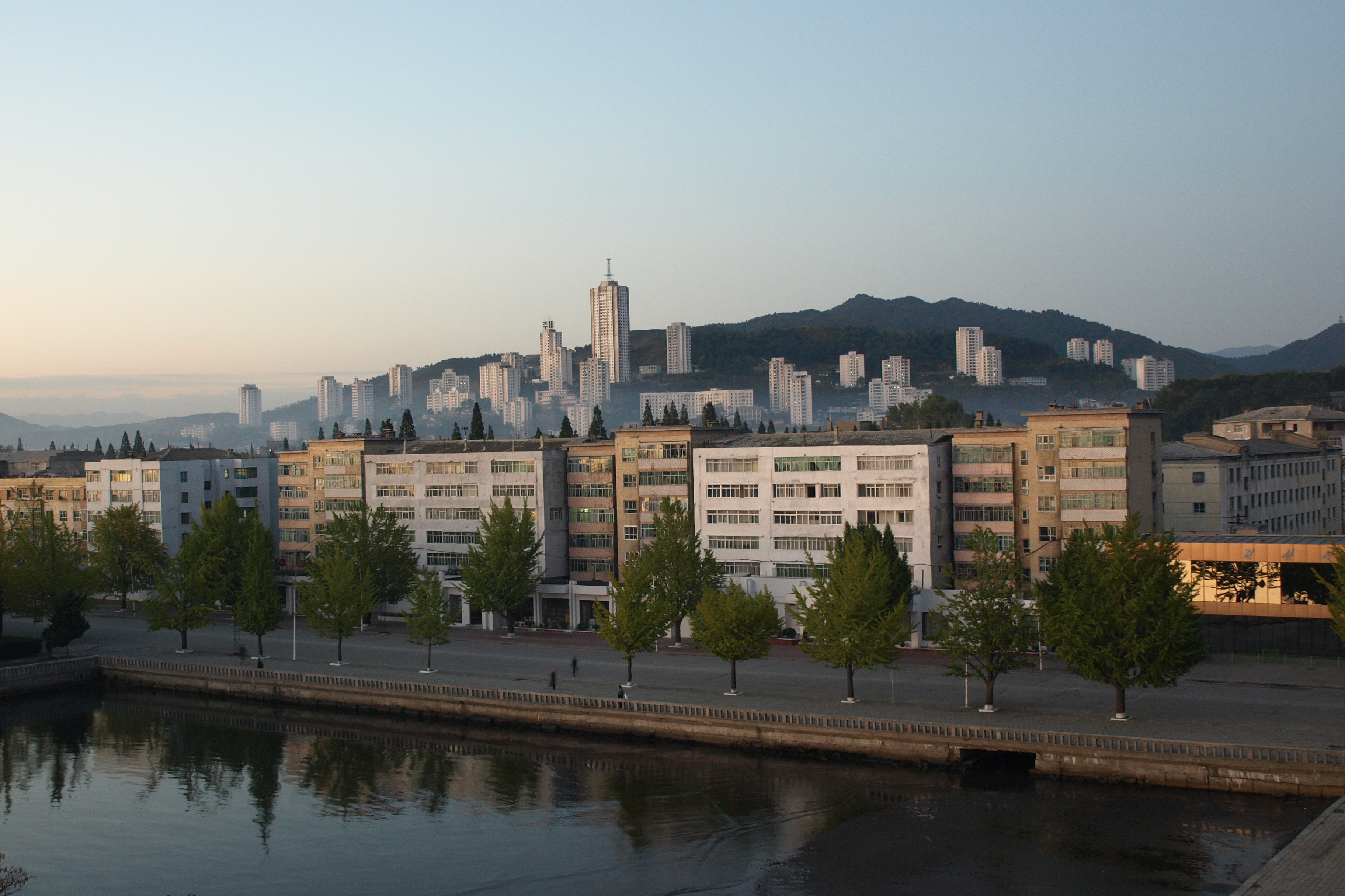
Koreańskie Wŏnsan

- współautorstwo planów zagospodarowania niektórych miast na terenie Wielkopolski,
- współautorstwo planu zagospodarowania placu Wielkopolskiego w Poznaniu,
- współautorstwo planu zagospodarowania miasta Wŏnsan w Korei Północnej,
- odbudowa Kuratorium przy ul. Składowej w Poznaniu,
- odbudowa Wyższej Szkoły Ekonomicznej w Poznaniu (z Bogdanem Cybulskim),
- odbudowa Collegium Chemicum w Poznaniu (z Henrykiem Karą),
- budynki mieszkalne w Poznaniu: ul. Działowa, plac Wielkopolski,
- zespół handlowo-mieszkaniowy przy ul. Grunwaldzkiej 29-35 w Poznaniu (z Bogdanem Cybulskim i Józefem Iwiańskim),
- szkoły w Swarzędzu (z Henrykiem Karą),
- szkoła na Starołęce w Poznaniu[3].